# Yoro (Yoro)
Yoro es un municipio y una ciudad de la República de Honduras, cabecera del departamento de Yoro.

## Toponimia
Parece ser que el nombre primitivo eraa Hacienda del oro; después en 1774 tenía el nombre de Santa Cruz de Yoro y posteriormente Villa de Santiago de Yoro.
La palabra Yoro significa en la lengua Tol "corazón centro".

## Límites
| Orientación | Límite                                 |
| ----------- | -------------------------------------- |
| Norte       | Municipio de Tela, Atlántida           |
| Norte       | Municipio de Arizona, Atlántida        |
| Norte       | Municipio de Esparta, Atlántida        |
| Norte       | Municipio de La Masica, Atlántida      |
| Sur         | Municipio de Victoria, Yoro            |
| Sur         | Municipio de Yorito, Yoro              |
| Sur         | Municipio de Marale, Francisco Morazán |
| Sur         | Municipio de Mangulile, Olancho        |
| Este        | Municipio de Jocón, Yoro               |
| Este        | Municipio de Olanchito, Yoro           |
| Oeste       | Municipio de Victoria, Yoro            |
| Oeste       | Municipio de Morazán. Yoro             |

## Historia
En 1791, era cabecera del Curato de Yoro.
En 1825 (28 de junio), en la primera división política de Honduras, se le da a Yoro el título de cabecera departamental.
En 1852 (10 de febrero), el presidente José Trinidad Cabañas le confirió el título de ciudad.
En 1889, en la División Política Territorial, era un distrito compuesto por los municipios de Yoro, Rosa o Siriano', Yorito y Jocón.

## Población
Yoro es la cuna de los indígenas Xicaques o Tolupanes cuyos asentamientos se encuentran mayormente en este municipio y en los otros cercanos de Yorito, Victoria, Jocón y Orica, región centro norte del país centroamericano.
Los Tolupanes hondureños se distinguen de otras etnias nacionales por su pasividad y sutileza al afrontar su problemática, algunos sectores entendidos en su forma de vida presumen que esa característica del grupo étnico se debe a su patrimonio económico, al entender que son propietarios de grandes extensiones de tierra y adjunto a eso el valor que tiene el bosque de pino incluido en las escrituras de sus terrenos aprobados por el Estado a instancias de su defensor y consejero el misionero español Manuel de Jesús Subirana.
Sobre este mismo tema de los Xicaques el Instituto Hondureño de Antropología e Historia tiene en proceso una importante solicitud a la UNESCO para convertir en patrimonio mundial de la humanidad las tradiciones orales y el dialecto Tol de los Tolupanes.
2.4.1 Crecimiento Poblacional 
El Municipio de Yoro ha presentado una dinámica de crecimiento moderada dado con relación al crecimiento promedio de la población nacional, puesto que desde el censo de 1950 al de 2013, la tasa de crecimiento promedio anual ha sido de 2.84%, mientras que en la nacional fue del 3.3%. 

En este sentido y tomando en consideración el comportamiento mostrado en los censos poblacionales de 1950, 1961, 1974, 1988, 2001 y 2013, y las características de los flujos migratorios, se ha estimado una población del municipio en el año 2022 de 101,849 habitantes, de los cuales 51,242 son hombres (50.31%) y 50,607 mujeres (49.69%). Gráfico 1: Población y Crecimiento Poblacional del 
Municipio1 Fuente: Elaboración propia con base en datos del INE (2013, 2016) y Flores Fonseca (2003). 1/Una curva de tasa de crecimiento en disminución mayor a cero, indica que la población ha crecido en menor nivel en comparación al periodo anterior. 

2.4.2 Distribución Espacial de la Población 
Teniendo en cuenta las características socioeconómicas del municipio el 67.25% de la población se ubica en la zona rural y el 32.75% se encuentra establecida en el área urbana. Considerando que en el censo de 2013 la población rural era de 60,323 personas y la urbana de 26,069, se estima que las variaciones promedio anual son de 1.6% en el área rural y de 3.13% en el área urbana, dado que la proyección al 2022 es de 68,496 y 33,353 personas en que las áreas rural y urbana respectivamente. 

Fuente: Elaboración propia con base en datos del INE (2013, 2016). 

Basado en los resultados del censo del 2013, la población de Yoro se encuentra asentada en 45 barrios del casco urbano; y en 19 aldeas y 580 caseríos del sector rural. Por otra parte, la densidad poblacional es la relación entre la población y el área municipal; en este sentido, Yoro presenta una densidad de 45 personas por km². La distribución de la población por área geográfica y por estructura de edades, permite a los tomadores de decisiones implementar políticas públicas focalizadas en los grupos de interés, sean estas dirigidas a la protección de la niñez, seguridad alimentaria y nutrición, así como el impulso de la escolaridad por zona geográfica, o a las políticas de generación de empleo y protección de los adultos mayores. 

Referencias Bibliográficas Asociación de Municipios de Honduras, & Agencia Española de Cooperación Internacional para el Desarrollo. (2012). Prontuario municipal, Honduras geográfica: Compilación geográfica, histórica y actual de Honduras, sus departamentos y municipios. EDICIONES RAMSÉS. Flores Fonseca, M. A. (2003). 50 años de crecimiento demográfico hondureño (UNAH & IIES, Eds.). Instituto Nacional de Estadísticas. (2013). Censo de población y vivienda 2013.  https://www.ine.gob.hn/V3/baseine/ Instituto Nacional de Estadísticas. (2016). Proyecciones de población 2014 - 2030.  https://www.ine.gob.hn/V3/baseine/ Programa de las Naciones Unidas para el Desarrollo. (2022). Atlas de desarrollo humano: Desequilibrios y potencialidades regionales. https://www.undp.org/es/honduras/publications/atlas-de-desarrollohumano-desequilibrios-y-potencialidades-regionales Programa de las Naciones Unidas para el Desarrollo. (2022). Informe de desarrollo  humano: Honduras 2022. https://www.undp.org/es/honduras/publications/informe-de-desarrollohumano-de-honduras Secretaría de Derechos Humanos, Justicia, Gobernación y Descentralización. (2014).  Categorización municipal en Honduras. Secretaría de Gobernación, Justicia y Descentralización. (2020). Categorización  municipal. Secretaría de Gobernación y Justicia. (2007). Categorización municipal. Secretaría de Salud. (2020). Anuario estadístico 2020.  https://www.salud.gob.hn/site/index.php/estadistica Sistema Integral de Atención al Migrante Retornado. (2022). Hondureños retornados:  Migrantes por https://www.ceniss.gob.hn/migrantes/MigrantesEstadisticas.aspx

## Turismo

### Lluvia de peces
La cultura de la ciudad cabecera departamental se fortalece con el fenómeno natural de la Lluvia de Peces, el cual sucede cada año según sus pobladores como un Milagro celestial, de la misma manera como lo específica la música criolla, en el Corrido Nacional de Honduras.
Un fuerte rumor o murmullo se expande de boca en boca entre los yoreños durante junio de cada año y para las primeras lluvias de la temporada, todos comentan la caída de peces plateados.
En su reportaje deportivo reciente dedicado a Honduras con motivo del Mundial Brasil 2014 la FIFA incluye en el video un breve mensaje sobre el fenómeno de la lluvia de peces que cautiva a propios y extraños-.

## Deportes
Yoro FC es el club de Yoro, juega en la Liga de Ascenso de Honduras y su estadio es el Estadio Olímpico Yoreño.

## División Política
Aldeas: 19 (2013)
Caseríos: 582 (2013)
| Código | Aldea                 |
| ------ | --------------------- |
| 180101 | Yoro                  |
| 180102 | Ayapa                 |
| 180103 | Chalmeca              |
| 180104 | Guare                 |
| 180105 | La Capa               |
| 180106 | La Guata              |
| 180107 | La Laguna del Naranjo |
| 180108 | La Laguna de La Capa  |
| 180109 | La Rosa               |
| 180110 | La Trinidad           |
| 180111 | Las Quebradas         |
| 180112 | Locomapa No.1         |
| 180113 | Locomapa No.2         |
| 180114 | Mejía                 |
| 180115 | Nueva Florida         |
| 180116 | San Diego             |
| 180117 | San José de Texiguat  |
| 180118 | Subirana              |
| 180119 | Tulanguare            |